# 帕维尔·斯洛日尔
帕维尔·斯洛日尔（捷克語：Pavel Složil，1955年12月29日—），捷克男子网球运动员。他曾获得法国网球公开赛混合双打冠军。他也曾代表捷克斯洛伐克参加1977年夏季世界大学生运动会。